# Praça do Chile
A Praça do Chile é uma praça da freguesia de Arroios, em Lisboa. Tomou a atual designação em 1928 em homenagem à República do Chile.
No centro da praça ergue-se uma estátua de Fernão de Magalhães, oferecida pelo governo chileno, e idêntica à estátua do navegador localizada em Punta Arenas, Chile. O monumento foi inaugurado em 1950. Substituiu a estátua de Neptuno que se encontra, atualmente no Largo de Dona Estefânia.
A praça é servida pela estação de Arroios da Linha Verde do Metropolitano de Lisboa e por várias carreiras da Carris.